# Transformers: The Album
A Transformers: The Album  egy válogatásalbum különböző előadóktól a Transformers című 2007-es filmhez. Az első hivatalos kislemez az albumról a „Before It's Too Late” a The Goo Goo Dolls előadásában.

## Számlista
| #  | Dal címe                                         | Előadó                |
| -- | ------------------------------------------------ | --------------------- |
| 1  | „What I've Done”                                 | Linkin Park           |
| 2  | „Doomsday Clock”                                 | The Smashing Pumpkins |
| 3  | „This Moment”                                    | Disturbed             |
| 4  | „Before It’s Too Late (Sam and Mikaela’s Theme)” | The Goo Goo Dolls     |
| 5  | „Pretty Handsome Awkward”                        | The Used              |
| 6  | „Passion’s Killing Floor”                        | HIM                   |
| 7  | „What’s It Feel Like to Be a Ghost?”             | Taking Back Sunday    |
| 8  | „Second to None (ft. Mike Shinoda)”              | Styles of Beyond      |
| 9  | „End of the World”                               | Armor for Sleep       |
| 10 | „Retina and the Sky”                             | Idiot Pilot           |
| 11 | „Technical Difficulties”                         | Julien-K              |
| 12 | „Transformers Theme”                             | Mute Math             |

Stan Bush, aki a „Dare” és a „The Touch” című számokat adta elő az 1986-os filmben, két dalt írt az új változathoz, s felkereste velük a producereket, de a dalok végül nem kerültek fel a filmzenealbumra. Szerepelnek viszont Bush július 3-án újból piacra dobott In This Life című albumán.
A filmzenealbum 21. helyen debütált az USA Billboard 200-as listáján, ami körülbelül 32 000 eladott példányt jelent az első héten.